# San José Arenal
San José Arenal är en ort i Mexiko.   Den ligger i kommunen Sitalá och delstaten Chiapas, i den sydöstra delen av landet, 800 km öster om huvudstaden Mexico City. San José Arenal ligger 780 meter över havet och antalet invånare är 102.
Terrängen runt San José Arenal är kuperad åt nordost, men åt sydväst är den bergig. Runt San José Arenal är det ganska tätbefolkat, med 62 invånare per kvadratkilometer. Närmaste större samhälle är Yajalón, 17,8 km norr om San José Arenal. I omgivningarna runt San José Arenal växer i huvudsak städsegrön lövskog.